# Baselstab (Wasserzeichenmotiv)
Als Baselstab, englisch Basle crosier, französisch Crosse de Bâle oder spanisch Cayado de Basilea, wird der Hirtenstab bzw. Bischofsstab als Wasserzeichen von Erzeugnissen von Papiermühlen in der Region Basel in der Schweiz bezeichnet. Der Baselstab kommt seit dem ausgehenden  15. Jahrhundert bis in das 19. Jahrhundert in einer Reihe von Motivvarianten vor. Das Wasserzeichen wurde in vielen Abwandlungen auch von zahlreichen Papiermühlen in heute zu Frankreich und Deutschland gehörenden Territorien übernommen. Die Internationale Arbeitsgemeinschaft der Papierhistoriker (IPH) führt den Baselstab in ihrer Internationalen Norm zur Erfassung von Papieren mit und ohne Wasserzeichen in Untergruppe R1/3.

## Gestaltungsvarianten
Der Strassburger Verleger, Sammler, Druckhistoriker und Wasserzeichenforscher Paul Heitz (1857–1943) veröffentlichte 1904 in seiner Publikation Les filigranes avec la crosse de Bâle auf 75 Tafeln 299 Wasserzeichenbelege. Dabei gruppierte er die Wasserzeichenfiguren in dieser Reihenfolge:
1. Einfacher Baselstab ohne Monogramm (1 bis 38)
2. Baselstab kombiniert mit einem Monogramm oder einem Schild (39 bis 81)
3. Baselstab im Schild mit oder ohne Monogramm (82 bis 118)
4. Baselstab in einem einköpfigen Adler mit oder ohne Monogramm (119 bis 139)
5. Baselstab in einem zweiköpfigen Adler (Doppeladler) mit oder ohne Monogramm (140 bis 155)
6. Baselstab in einem Wappenschild mit zwei Basilisken als Schildhalterfiguren (156 bis 162)
7. Baselstab in einem Wappenschild mit Greifen als Schildhalterfiguren (163 bis 177)
8. Baselstab im Lorbeerkranz oder im geometrischen Ornament (178 bis 299)

Die letzte Gruppe wurde 1995 von Raymond Gaudriault weiter unterteilt:
- Baselstab zwischen zwei Zweigen aus Blättern und Früchten
- Baselstab zwischen stilisierten Blattzweigen
- Baselstab im ovalen Rahmen
- Baselstab in einer Raute
- Baselstab in einem Rahmen bestehend aus den Wappen der Schweizer Kantone

Ein von Gerhard Piccard für die Veröffentlichung vorbereitetes Findbuch «Baselstab» ist nicht in den Druck gelangt. Die Einzelbelege in der Wasserzeichensammlung Piccard können digital per Stichwortsuche «Baselstab» abgerufen werden, die Strukturansicht legt die differenzierte Gliederung der Motivgruppe offen. Im Wasserzeicheninformationssystem WZIS hingegen sind die Baselstab-Belege mehreren Motivgruppen zugeordnet (Fabelwesen, Figuren, Realien, Symbole/Herrschaftszeichen, Wappen).
Beim Baselstab selbst lassen sich verschiedene Gestaltungsdetails unterscheiden:
- gestürzt (das obere Ende ist nach unten gekehrt)
- mit ovaler Auflage oder mit Ring
- mit Wulst, mit drei Wülsten
- mit Herzquerstück
- mit einem Sparren, zwei Sparren, drei Sparren
- mit Sparren und Mittelrippen

Das Deutsche Buch- und Schriftmuseum unterscheidet bei der Erschliessung seiner Sammlungen in der Systematik der Wasserzeichen-Motive in Gruppe 4 (Baselstab) 10 Untergruppen:
- WZ-Motiv 4.1. Baselstab, einfach
- WZ-Motiv 4.2. Baselstab, im Kreis
- WZ-Motiv 4.3. Baselstab, im Doppelkreis
- WZ-Motiv 4.4. Baselstab, in Verzierung
- WZ-Motiv 4.5. Baselstab, in Lorbeerverzierung
- WZ-Motiv 4.6. Baselstab, in Blatt- oder Blütenverzierung (auch zwischen Zweigen)
- WZ-Motiv 4.7. Baselstab, in Schlaufenverzierung
- WZ-Motiv 4.8. Baselstab, im Schild
- WZ-Motiv 4.9. Baselstab, gestürzter Baselstab
- WZ-Motiv 4.10. Baselstab, Sonstige

## Verbreitung
Charles-Moïse Briquet bemerkte 1907 in seinem grundlegenden Werk zur Filigranologie, dass man nicht genau sagen kann, wer der erste Basler Papiermacher war, der den Baselstab zur Markierung seines Papiers benutzte und hielt ein Mitglied der Familie Heusler für wahrscheinlich. Kälin machte dann darauf aufmerksam, dass der Baselstab «seit dem letzten Jahrzehnt des 15. Jahrhunderts, also noch vor der Papierfabrikation der Heusler, als Basler Wasserzeichen verwendet» wurde. Genaue Belege wurden für die Jahre 1495 und 1496 benannt.
Das Wasserzeichen wurde in der Folge von vielen Papiermachern nachgeahmt, so in Épinal, Neuchâtel, Fribourg und Freiburg im Breisgau, Montbéliard, Sennheim (Cernay), Thann, Colmar, Lörrach und Maulburg.
Mit den Stab-Wasserzeichen aus Odenwälder Papiermühlen der Zeit zwischen 1750 und 1800 befasste sich Heinz Reitz. Es erfolgten Zuordnungen zu den Papiermühlen in Aschbach, Elmshausen, Erbach i. O., Langen-Brombach, Mosbach, Nieder-Ramstadt, Ober-Finkenbach, Unter-Mossau, Unter-Schönmattenwag und Zell im Odenwald.

## Format
Das Wasserzeichen wurde von einem Herkunftszeichen zu einem Gütezeichen. Es wurde für Papier im Format ca. 410 × 320 mm verwendet, das schnell und auf lange Sicht ein wertvolles und begehrtes Gut darstellte. Ein 1788 verwendeter Papierbogen, der vermutlich von der Papiermühle Höfen bei Schopfheim stammt, wird so beschrieben: «Format 34,5 × 42,5 cm, 16 Stege, 2 Randstege».

## Riesaufdrucke

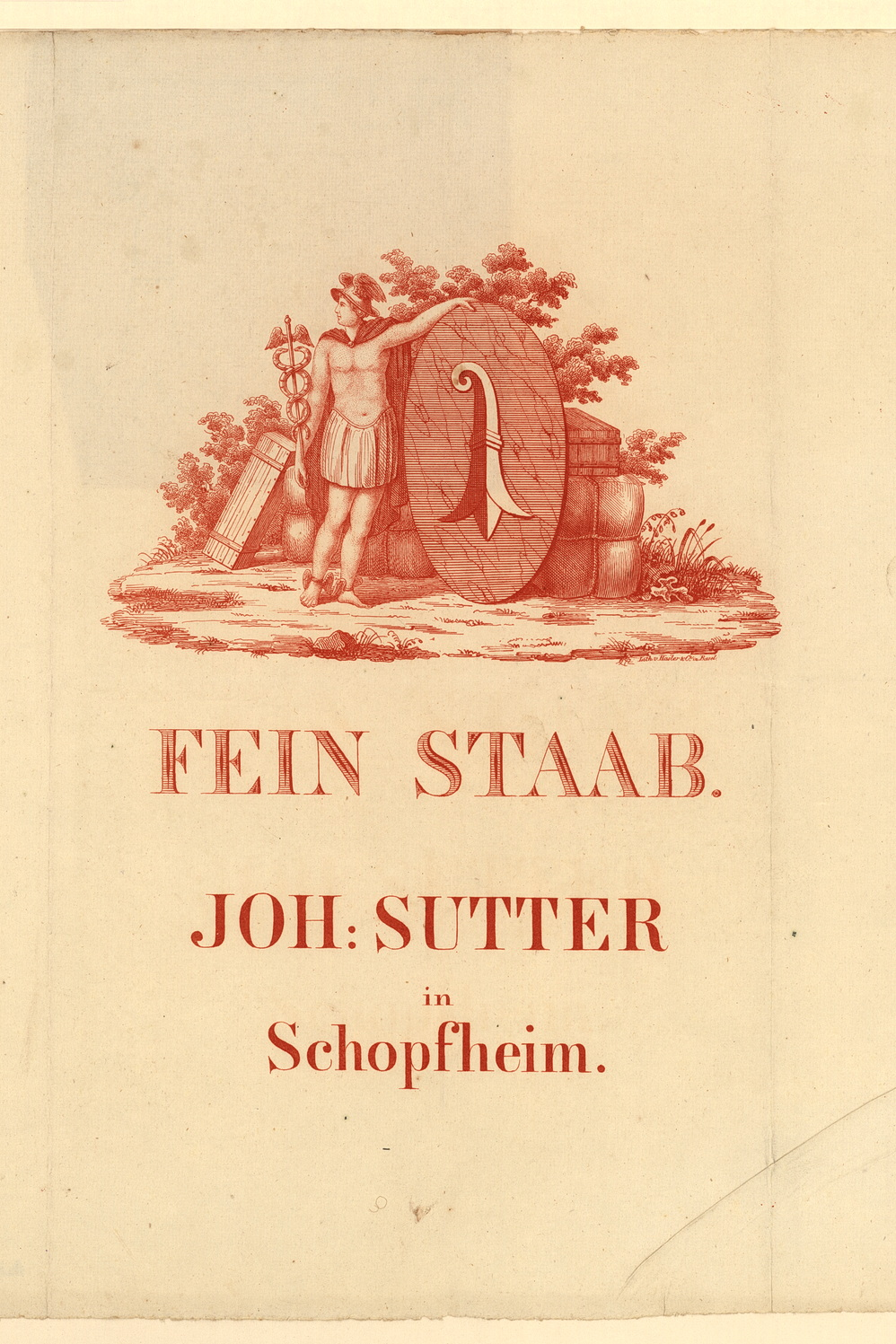
Riesaufdruck, Fein Staab Joh. Sutter in Schopfheim, Papiermacher Johann Sutter (Wirkungszeit 1834 bis 1883), Papiermühle Höfen bei Schopfheim, Lithographie; Druckfarbe: Rot (Bildausschnitt)

In enger Beziehung zum Wasserzeichen steht der Riesaufdruck, mit dem das abgezählte und verpackte Papier gekennzeichnet wurde. Die überwiegende Zahl der von den Basler Papiermühlen überlieferten Warenkennzeichnungen weist den Baselstab als mehr oder weniger dominantes ikonografisches Element auf. In mehreren Fällen wird dabei aus der Bildmarke eine zur Bezeichnung der Papiersorte dienende Wortmarke («Fein Concept-Stab» von Thurneisen & Oser in Basel bzw. «FEIN WEISS STAB. VELIN» von H. Oser in Basel).
Der Papiermacher Johann Sutter im südbadischen Schopfheim betrieb die nahegelegene Papiermühle Höfen und kennzeichnete sein «FEIN STAAB»-Papier mit Hilfe eines «in der Lithographischen Anstalt von Hasler & Co in Basel» in roter Druckfarbe vervielfältigten Riesaufdrucks.

## Sammlungen
- Sammlung Nadler, Basler Papiermühle
- Sammlung Heyer, Stiftung Zanders, Bergisch Gladbach
- Sammlung Deutsches Papiermuseum, Deutsches Buch- und Schriftmuseum, Leipzig[15]
- Hauptstaatsarchiv Stuttgart, Wasserzeichensammlung Piccard[3]